# Campeonato Mundial de RS:X
El Campeonato Mundial de RS:X es la máxima competición internacional de la clase de vela RS:X. Se realiza anualmente desde 2006 bajo la organización de la Federación Internacional de Vela (ISAF). Este tipo de embarcación es una clase olímpica desde los Juegos Olímpicos de Pekín 2008.

## Palmarés

### Masculino
| Núm. | Año  | Sede                      | Oro                                     | Plata                                   | Bronce                                  |
| ---- | ---- | ------------------------- | --------------------------------------- | --------------------------------------- | --------------------------------------- |
| I    | 2006 | Torbole · ( Italia)       | Casper Bouman · Países Bajos            | Tom Ashley Nueva Zelanda                | Przemysław Miarczyński · Polonia        |
| II   | 2007 | Cascaes ( Portugal)       | Ricardo Santos · Brasil                 | Przemysław Miarczyński · Polonia        | Nick Dempsey Reino Unido                |
| III  | 2008 | Auckland ( Nueva Zelanda) | Tom Ashley Nueva Zelanda                | João Rodrigues Portugal                 | Shahar Zubari Israel                    |
| IV   | 2009 | Weymouth ( Reino Unido)   | Nick Dempsey Reino Unido                | Nimrod Mashiah Israel                   | Dorian van Rijsselberghe · Países Bajos |
| V    | 2010 | Kerteminde ( Dinamarca)   | Piotr Myszka · Polonia                  | Przemysław Miarczyński · Polonia        | Nimrod Mashiah Israel                   |
| VI   | 2011 | Perth ( Australia)        | Dorian van Rijsselberghe · Países Bajos | Piotr Myszka · Polonia                  | Nimrod Mashiah Israel                   |
| VII  | 2012 | Cádiz · ( España)         | Julien Bontemps Francia                 | Nick Dempsey Reino Unido                | Jon-Paul Tobin Nueva Zelanda            |
| VIII | 2013 | Búzios · ( Brasil)        | Nick Dempsey Reino Unido                | Dorian van Rijsselberghe · Países Bajos | Vyron Kokkalanis · Grecia               |
| IX   | 2014 | Santander · ( España)     | Julien Bontemps Francia                 | Przemysław Miarczyński · Polonia        | Thomas Goyard Francia                   |
| X    | 2015 | Al-Mussanah ( Omán)       | Pierre Le Coq Francia                   | Wang Aichen China                       | Dorian van Rijsselberghe · Países Bajos |
| XI   | 2016 | Eilat ( Israel)           | Piotr Myszka · Polonia                  | Dorian van Rijsselberghe · Países Bajos | Kiran Badloe · Países Bajos             |
| XII  | 2017 | Enoshima ( Japón)         | Ye Bing China                           | Mateo Sanz Lanz · Suiza                 | Gao Mengfan China                       |
| XIII | 2018 | Aarhus ( Dinamarca)       | Dorian van Rijsselberghe · Países Bajos | Kiran Badloe · Países Bajos             | Louis Giard Francia                     |
| XIV  | 2019 | Torbole · ( Italia)       | Kiran Badloe · Países Bajos             | Dorian van Rijsselberghe · Países Bajos | Pierre Le Coq Francia                   |
| XV   | 2020 | Sorrento ( Australia)     | Kiran Badloe · Países Bajos             | Dorian van Rijsselberghe · Países Bajos | Thomas Goyard Francia                   |
| XVI  | 2021 | Puerto Sherry · ( España) | Kiran Badloe · Países Bajos             | Mattia Camboni · Italia                 | Vyron Kokkalanis · Grecia               |

1. 1 2 3 4  Celebrado en el Campeonato Mundial de Vela Olímpica.

### Femenino
| Núm. | Año  | Sede                      | Oro                           | Plata                         | Bronce                        |
| ---- | ---- | ------------------------- | ----------------------------- | ----------------------------- | ----------------------------- |
| I    | 2006 | Torbole · ( Italia)       | Alessandra Sensini · Italia   | Marina Alabau · España        | Faustine Merret Francia       |
| II   | 2007 | Cascaes ( Portugal)       | Zofia Klepacka · Polonia      | Barbara Kendall Nueva Zelanda | Jessica Crisp Australia       |
| III  | 2008 | Auckland ( Nueva Zelanda) | Alessandra Sensini · Italia   | Barbara Kendall Nueva Zelanda | Marina Alabau · España        |
| IV   | 2009 | Weymouth ( Reino Unido)   | Marina Alabau · España        | Blanca Manchón · España       | Charline Picon Francia        |
| V    | 2010 | Kerteminde ( Dinamarca)   | Blanca Manchón · España       | Alessandra Sensini · Italia   | Charline Picon Francia        |
| VI   | 2011 | Perth ( Australia)        | Lee Korzits Israel            | Zofia Klepacka · Polonia      | Marina Alabau · España        |
| VII  | 2012 | Cádiz · ( España)         | Lee Korzits Israel            | Zofia Klepacka · Polonia      | Alessandra Sensini · Italia   |
| VIII | 2013 | Búzios · ( Brasil)        | Lee Korzits Israel            | Bryony Shaw Reino Unido       | Maayan Davidovich Israel      |
| IX   | 2014 | Santander · ( España)     | Charline Picon Francia        | Marina Alabau · España        | Maayan Davidovich Israel      |
| X    | 2015 | Al-Mussanah ( Omán)       | Chen Peina China              | Bryony Shaw Reino Unido       | Lilian de Geus · Países Bajos |
| XI   | 2016 | Eilat ( Israel)           | Małgorzata Białecka · Polonia | Bryony Shaw Reino Unido       | Lilian de Geus · Países Bajos |
| XII  | 2017 | Enoshima ( Japón)         | Chen Peina China              | Wu Jiahui China               | Lu Yunxiu China               |
| XIII | 2018 | Aarhus ( Dinamarca)       | Lilian de Geus · Países Bajos | Charline Picon Francia        | Lu Yunxiu China               |
| XIV  | 2019 | Torbole · ( Italia)       | Lu Yunxiu China               | Katy Spychakov Israel         | Lilian de Geus · Países Bajos |
| XV   | 2020 | Sorrento ( Australia)     | Lilian de Geus · Países Bajos | Charline Picon Francia        | Noy Drihan Israel             |
| XVI  | 2021 | Puerto Sherry · ( España) | Lilian de Geus · Países Bajos | Katy Spychakov Israel         | Charline Picon Francia        |

1. 1 2 3 4  Celebrado en el Campeonato Mundial de Vela Olímpica.

## Medallero histórico
- Actualizado hasta Puerto Sherry 2021.

| Núm. | País          | Oro | Plata | Bronce | Total |
| ---- | ------------- | --- | ----- | ------ | ----- |
| 1    | Países Bajos  | 9   | 5     | 6      | 20    |
| 2    | Polonia       | 4   | 6     | 1      | 11    |
| 3    | Francia       | 4   | 2     | 8      | 14    |
| 4    | China         | 4   | 2     | 3      | 9     |
| 5    | Israel        | 3   | 3     | 6      | 12    |
| 6    | Reino Unido   | 2   | 4     | 1      | 7     |
| 7    | España        | 2   | 3     | 2      | 7     |
| 8    | Italia        | 2   | 2     | 1      | 5     |
| 9    | Nueva Zelanda | 1   | 3     | 1      | 5     |
| 10   | Brasil        | 1   | 0     | 0      | 1     |
| 11   | Portugal      | 0   | 1     | 0      | 1     |
| 11   | Suiza         | 0   | 1     | 0      | 1     |
| 13   | Grecia        | 0   | 0     | 2      | 2     |
| 14   | Australia     | 0   | 0     | 1      | 1     |
|      | TOTAL         | 32  | 32    | 32     | 96    |